# ロベルト・カヤヌス
ロベルト・カヤヌス（Robert Kajanus, 1856年12月2日 - 1933年7月6日）は、フィンランドの指揮者・作曲家。レジオンドヌール勲章ほか数々の栄誉を受けている。

## 経歴
ヘルシンキで生まれ、同地で学んだ後、ライプツィヒ音楽院でハンス・リヒターに指揮法を、カール・ライネッケとザロモン・ヤーダスゾーンに作曲を学び、パリでヨハン・スヴェンセンにも師事した。1880年代に指揮者として、ヘルシンキ管弦楽団（現在のヘルシンキ・フィルハーモニー管弦楽団の前身）に永続的な足跡を残した。
代表作の交響詩『アイノ』はジャン・シベリウスに感銘を与え、『クレルヴォ交響曲』の着想を促した。
カヤヌスは、シベリウスをはじめとするフィンランドの作曲家の擁護者であり、シベリウスの交響詩『エン・サガ』や『ポホヨラの娘』はカヤヌスに献呈されている。カヤヌスはこの2曲を、1930年代にロンドン交響楽団を指揮して録音を遺した。シベリウスとは親交が深く、生前はシベリウス作品の権威と見做された。
1930年代に、フィンランド政府がEMIにシベリウス作品の録音を依頼した際に、指揮を担当したのもカヤヌスであった。しかしながら、交響曲第１・２・３・５番を録音したところで、カヤヌスが亡くなってしまったので、交響曲全集の完成はかなわなかった。
もっとも1898年にシベリウスが大学教授に任命されたとき、もうひとりの志願者だったカヤヌスが大学当局に訴え出て決定を覆させたこともあるが、両者は、1900年にヘルシンキ管弦楽団の演奏旅行に向けて和解し、同年のパリ万博で成功を勝ち得た。
カヤヌスはノルウェー人女性と結婚し、彫刻家になった娘を儲けた。娘はロシア人貴族のパヴェル・チェゴダイェフと結婚し、その息子にロック・ミュージシャンのゲオルク・ヨハン・チェゴダイェフ＝カヤヌスがいる。